# مهستی بحرینی
مهستی بحرینی (زاده ۱۳۱۷ در آمل) مترجم، شاعر و استاد دانشگاه ایرانی است. وی دکترای رشته زبان و ادبیات فارسی از دانشگاه تهران را دارد. بحرینی بیشتر مترجم آثار ادبی فرانسه است.

## زندگی
پدر وی که اهل شعر و ادب بود نام او را را به یاد مهستی گنجوی، بانوی شاعر قرن ششم، مهستی انتخاب کرد. وی در سال ۱۳۵۰ به فرانسه سفر نمود و پس از آن در ادامه به مدت چهار سال در دانشگاه تونس تدریس کرد و سپس به ایران بازگشت. بحرینی مدتی نیز کتابدار سازمان اسناد و کتابخانه ملی ایران و مسئول بنیاد شاهنامه فردوسی بود. مهستی بحرینی کار ترجمه را در دهه شصت آغاز کرد و به انتخاب خود یکی دو کتاب را ترجمه کرد و به ناشر سپرد یعنی دو کتاب زمستان سخت که رمانی سیاسی و طولانی با حال و هوای کمونیستی و سیاست زده از اسماعیل کاداره نویسنده آلبانیایی و نیز یک زن نوشته آن دلبه، هنرپیشه و کارگردان فرانسوی که به زندگی تراژیک یک زن پیکرتراش، کامی کلودل که خواهر پل کلودل نیز هست، می پردازد.

## آثار و کتابشناسی

### ترجمه‌ها
- اعترافات، ژان-ژاک روسو، تهران: انتشارات نیلوفر، ۱۳۸۴
- مائده‌های زمینی و مائده‌های تازه، آندره پل گیوم ژید
- عصیانگر، آلبر کامو، تهران: انتشارات نیلوفر
- یک زن: سرگذشت کامی کلودل پیکرتراش، آن دلبه، تهران: انتشارات نیلوفر
- عارف جان‌سوخته: شرح حال مولانا، نهال تجدد، تهران: انتشارات نیلوفر
- دگرگونی، میشل بوتور، تهران: انتشارات نیلوفر
- دستور زبان فارسی معاصر، ژیلبر لازار، تهران: انتشارات هرمس، ۱۳۸۴
- شکل‌گیری زبان فارسی، ژیلبر لازار، تهران: انتشارات هرمس، ۱۳۸۴
- ترجیع گرسنگی، ژان ماری گوستاو لوکلزیو، تهران: انتشارات نیلوفر
- سوءتفاهم در مسکو، سیمون دوبووار، تهران: انتشارات نیلوفر
- از کتاب رهایی نداریم، گفتگوی اومبرتو اکو و ژان-کلود کریر (دربارهٔ ارزش کتاب کاغذی)، تهران: انتشارات نیلوفر
- کوهسار جان، گائو شینگ جیان، تهران: انتشارات نیلوفر
- در پی مولانا، نهال تجدد، تهران: انتشارات نیلوفر
- هستی و نیستی، ژان پل سارتر، انتشارات نیلوفر
- به امید دیدار در آن دنیا، پیر لومتر، انتشارات ماهی‏‫، ۱۳۹۶‮‬
- مادام بواری، گوستاو فلوبر، تهران: انتشارات نیلوفر، ۱۳۹۸
- سبیل، امانوئل کارِر، تهران: انتشارات مَد، ۱۴۰۱